# Johannes Blanckmeister
Johannes Blanckmeister (* 4. Dezember 1898 in Lohmen (Sachsen); † 5. April 1982 in Dresden) war ein deutscher Forstwissenschaftler.

## Leben

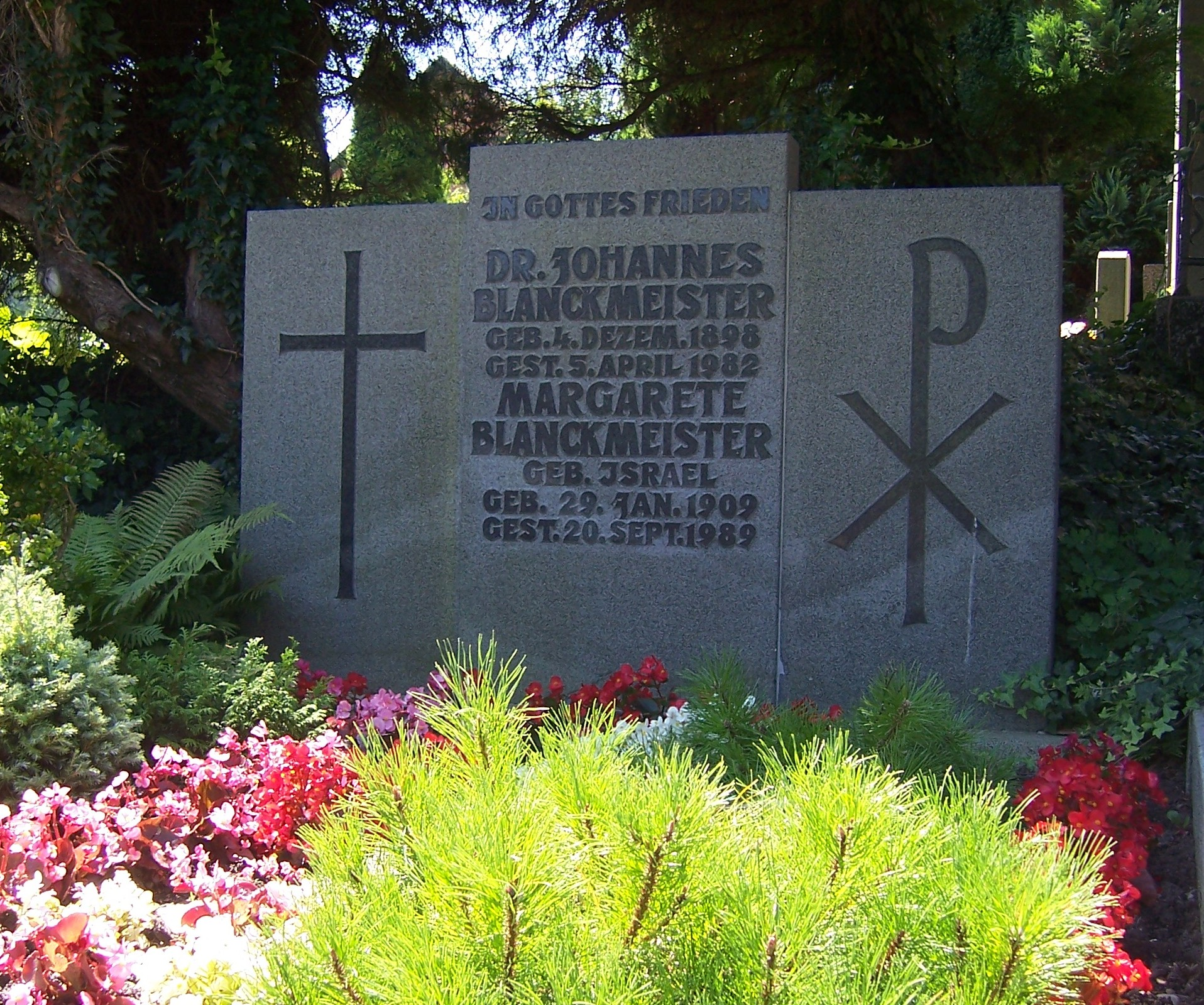
Blanckmeisters Grab auf dem Friedhof Leubnitz-Neuostra

Als Sohn eines Landarztes besuchte Blanckmeister das Friedrich-Schiller-Gymnasium Pirna. Nach dem Abitur studierte er Forstwissenschaft an der Forstlichen Hochschule Tharandt. 1919 wurde er Mitglied des Corps Silvania Tharandt. Nach der Promotion zum Dr.-Ing. war er zunächst Forsteinrichter. Im Februar 1931 wurde er Forstmeister in Wermsdorf/Hubertusburg.
Mit Herrmann Krutzsch (1926–43 Forstamt Bärenfels) und Willy Wobst (1931–43 Forstamt Hinterhermsdorf) unterstützte er nach dem Zweiten Weltkrieg die Gründung einer Arbeitsgemeinschaft Naturgemäße Waldwirtschaft. Krutzsch und Blanckmeister gehörten in der DDR zu den wenigen Unterzeichnern des Gründungsaufrufes von 1950. Von 1958 bis 1964 unterrichtete Blanckmeister an der Technischen Universität Dresden, in der Fakultät für Forstwirtschaft, am Institut für Forsteinrichtung in Tharandt. Das Verdienst Blanckmeisters war, dass in der DDR eine Hinwendung zum naturnahen Waldbau und eine kahlschlaglose und vorratspflegliche Waldwirtschaft erfolgte. Dass diese Theorien zum Teil in der Mangelhaftigkeit und im DDR-Alltag untergingen, ändert nichts an ihrer Korrektheit und Nachhaltigkeit.
1958 wurde er von der Tharandter Hochschule auf den Lehrstuhl für Waldbau berufen. Im Jahr 1966 wurde er emeritiert. Blanckmeister verstarb 1982 in Dresden und fand seine letzte Ruhe auf dem Friedhof Leubnitz-Neuostra.

## Werke
- Über die Entwicklung der Humusauflage in Nadelholzbeständen im Laufe des Bestandslebens. Königsbrück i. Sa. 1931
- Die räumliche und zeitliche Ordnung im Walde des mitteleuropäischen Raumes. Radebeul 1956
- Die Problematik der Ertragssteigerung in der Forstwirtschaft im Vergleich zur Landwirtschaft. 1960
- Der Wald als Rohstoffquelle, seine landeskulturellen Wirkungen und seine Bedeutung für die Erholung der werktätigen Menschen. Berlin 1970
- Die Fichte im Mittelgebirge. Radebeul 1971 – Gemeinschaftsausgabe mit Eberhardt Hengst